# Ядебузен
Ядебузен (нем. Jadebusen, в переводе - Нефритовый залив) — бухта в юго-восточной части Северного моря, расположенная между полуостровом Бутъядинген и Восточно-Фризским полуостровом. Раньше бухту называли просто Яде, по имени реки, впадающей в неё. Из-за ничтожно малого речного стока Ядебузен классифицируется как бухта, а не эстуарий. Площадь поверхности — 190 км².
Самыми важными городами на побережье Ядебузена являются Вильгельмсхафен на северо-западе и Фарель на юго-западе.

## История
Подобно Долларту, бухта является результатом морского наводнения во время штормовых нагонов в Средние века, чему способствовало не только повышение уровня моря, но и разработка бывших здесь ранее болот людьми ради добычи торфа в качестве топлива, а также как источника соли и в качестве удобрения. Образование Ядебузена, вероятно, началось с наводнения Святого Марцелла 16 января 1219 года. По мнению некоторых исследователей Ядебузена, море могло проникнуть далеко на юг ещё на раннем этапе, поскольку соляной торф добывался ещё в XIV веке в районе Дикманнсхаузена, недалеко от сегодняшней южной оконечности. Дальнейшие глубокие вторжения моря произошли во время наводнения в день Святой Люсии (13 и 14 декабря 1287 года) и наводнения Святого Клемента (23 ноября 1334 г.). Наводнения размыли мягкие торфяные почвы, так что Ядебузен расширился во всех направлениях. Процесс размывания болотных почв продолжается и по сей день в некоторых районах. Из-за взаимодействия расширений Ядебузена и разливов Везера между XIV и первыми годами XVI века существовала дельта Везера. Это была не классическая наносная, а эстуарная дельта, в которой главную роль играли силы эрозии. Первые постоянные протоки между Ядебузеном и нижним течением Везера образовались в первой половине XIV века. Ане, которая появилась до 1319 года, возможно, была образована Везером, и превратила Бутъядинген («Внешний Яде») в остров, отделив его от материка. Хете образовалась во время наводнения Святого Клемента скорее со стороны Ядебузена. Она ответвлялась от западной части Ане и шла к северу от неё, и вскоре стала судоходным путём и новой южной границей Бутъядингена. Наводнение Грёте-Мандренке 16 января 1362 года имело чрезвычайно разрушительные последствия: оно расширило Локфлет к востоку от болот. Поскольку здесь всплыли большие участки болота, которые были расчленены и унесены прочь, северная часть Локфлета также называлась «Хобен», что на фризском языке означает «плавающее болото». В 1384 году к северу от деревни Харрин был образован большой пролом в дамбе, и, таким образом, новый рукав Везера, который соединял Везер с Ядебузеном через Локфлет в течение следующих 130 лет. В результате Штадланд превратился в вытянутый остров шириной всего около трёх километров. Хете, соединявшая Яде и Везер примерно на одинаковом расстоянии от моря и поэтому редко размываемая приливными течениями, была снова заилена в 1450 году до такой степени, что её можно было разделить дамбами, но она ещё долгое время использовалась для местного внутреннего судоходства.
Ядебузен достиг своего максимального расширения благодаря трём штормовым нагонам, следовавшим один за другим: Второму наводнению Святых Космы и Дамиана 26 сентября 1509 года, безымянному штормовому нагону 9 сентября 1510 года и наводнению Святого Антония 16-17 января 1511 года. После этого его западная заводь, Черный Брак, простирался далеко вглубь страны. Название было дано из-за тёмного цвета воды, в основе которой лежал заболоченный грунт.
Прошло около века, прежде чем большая часть территории, затопленной этими рукавами, была возвращена под пастбища и пахотные земли. С начала XVI века было построено несколько плотин против штормовых приливов и для получения пахотных земель. Главная дамба, Эллензер-Дамм, была построена между 1596 и 1615 годами графством Ольденбург, ещё до того, как было успешно достигнуто соглашение с противодействующим графством Восточная Фризия.

## Галерея

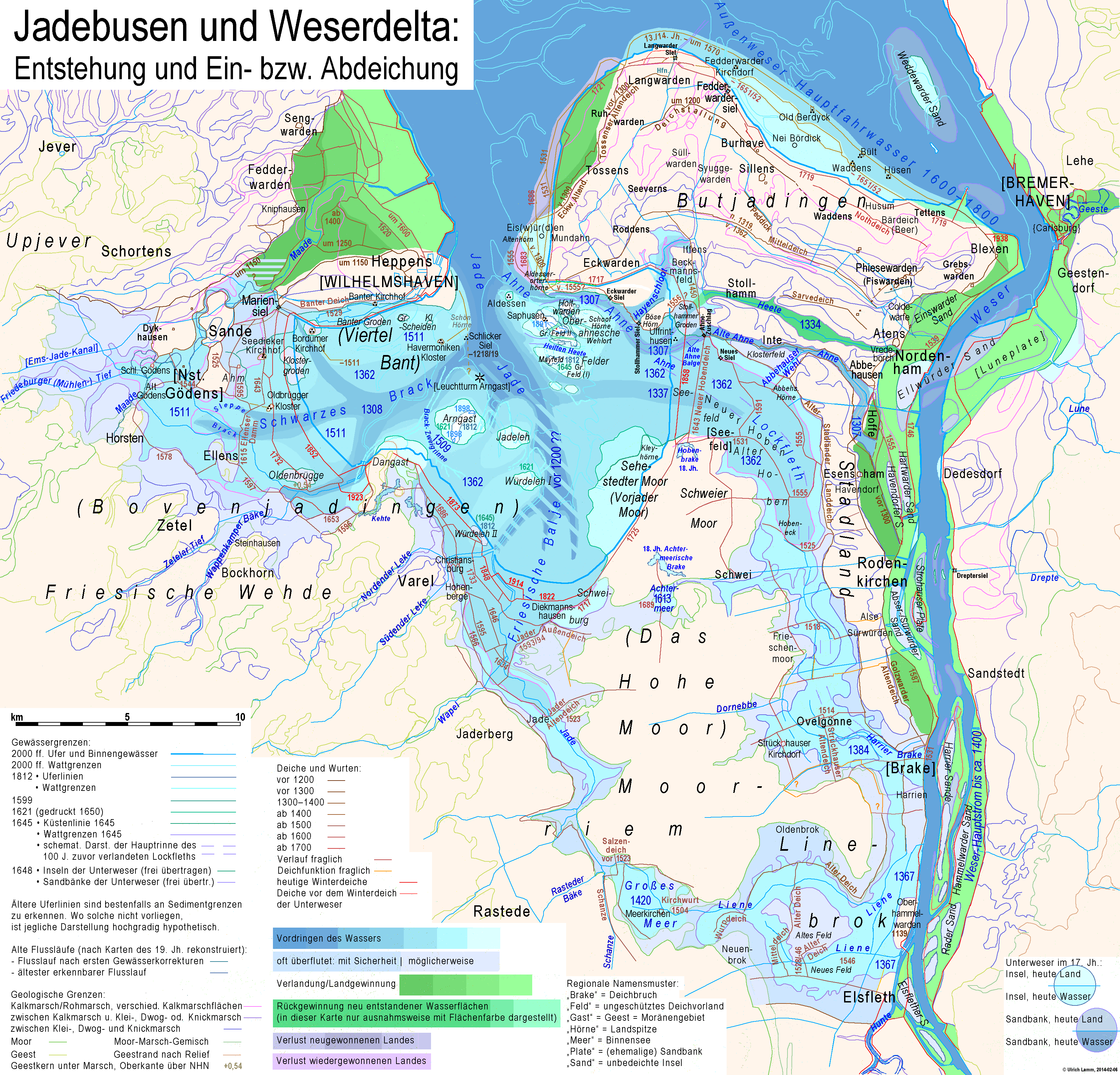